# Grup de la fleischerita
El grup de la fleischerita és un grup de sulfats. Els membres del grup són els següents:
| Despujolsita                                        | Ca₃Mn4+(SO₄)₂(OH)₆ · 3H₂O            |
| Fleischerita                                        | Pb₃Ge(SO₄)₂(OH)₆ · 3H₂O              |
| Genplesita                                          | Ca₃Sn(SO₄)₂(OH)₆·3H₂O                |
| Mallestigita                                        | Pb₃Sb5+(SO₄)(AsO₄)(OH)₆ · 3H₂O       |
| Schaurteïta                                         | Ca₃Ge(SO₄)₂(OH)₆ · 4H₂O              |
| Sense nom (Silicat-Sulfat-Hidròxid-Hidrat de Ba-Sb) | Ba₃Sb5+[(Si,S)O₃(OH)]₂(OH,O)₆ · 3H₂O |

## Galeria

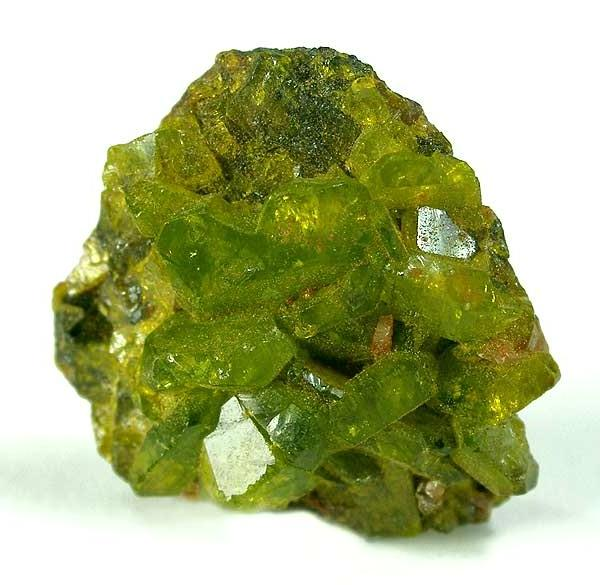
Despujolsita
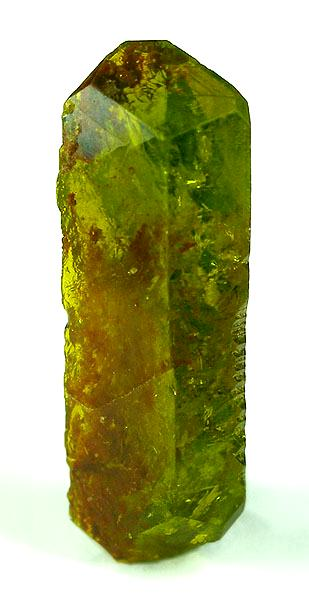
Despujolsita